# 페기 카터
마거릿 "페기" 카터(영어: Margaret "Peggy" Carter)는 마블 코믹스에서 출간한 만화책에 등장하는 공상 캐릭터로서 보통 캡틴 아메리카가 등장하는 코믹북의 조연 인물이다. 스탠 리와 잭 커비에 의해 캡틴 아메리카의 회상 장면에서 제 2차 세계대전 당시에 그의 애정 상대 캐릭터로서 만들어졌으며, 1966년 5월 테일즈 오브 서스펜스 #77에서 처음으로 등장한다. 그녀는 후에 캡틴 아메리카의 현대에서의 연인 샤론 카터와 친척으로 더 잘 알려졌다. 헤일리 앳웰이 2011년을 시작으로 《퍼스트 어벤져》를 시작으로 마블 시네마틱 유니버스에서 페기 카터 역을 연기하였으며, 이후 비디오 게임 캡틴 아메리카: 슈퍼 솔저, 마블 원 샷츠 단편 영화, 2014년에 개봉한 《캡틴 아메리카: 윈터 솔져》에도 출연하였고, 이후에 공개될 TV 드라마 《에이전트 카터》에도 출연한다.

## 출판 역사
이 캐릭터가 작가 스탠 리와 만화가 잭 커비가 만든 테일즈 오브 서스펜스 #77에서 캡틴 아메리카의 전쟁 시절 애정 상대로 처음으로 등장하였을 당시에는 이름이 없었다. 그녀는 캡틴 아메리카 #161 (1973년 5월)에서 샤론 카터의 언니로서 다시 등장한다. 그러나 샤론 카터가 늙지 않는 설정으로 인하여, 설정이 바뀌어 샤론의 숙모가 되었다. 그래서 페기는 제2차 세계대전을 배경으로 하는 캡틴 아메리카의 이야기에 자주 등장한다.
카터는 10대의 나이에 프랑스 레지스탕스에 가담하여 캡틴 아메리카와 나란히 일부 임무를 수행할 정도의 명사수가 되었다. 그 둘은 사랑에 빠지지만 폭탄으로 인해서 그녀의 기억 상실증이 점점 심해졌고, 그녀는 버지니아로 가서 그녀의 부모님과 함께 지낸다. 그녀는 캡틴 아메리카가 죽었다고 생각한 채 많은 세월을 보낸다. 캡틴 아메리카가 늙지 않은 모습로 현대에 다시 나타난 후, 그녀가 가사 상태에 빠진 상태에서 악당 닥터 파우스투스와 맞닥뜨리게 되자 캡틴 아메리카가 그녀를 구해준다. 그녀는 S.H.I.E.L.D.에 스파이로 입사하였고, 은퇴 후 양로원에서 사망한다.

## 얼티밋 버전
2005년에 창작된 하우스 오브 엠 이야기에서 캡틴 아메리카는 북극해에 냉동되지 않고, 제 2차 세계대전이 끝난 후 페기 카터와 결혼을 하지만 2년 뒤에 이혼을 한다.

## 다른 미디어에서

### 텔레비전
- 2013년 9월, 카터가 출연하는 스핀오프 드라마가 ABC에서 초기 개발 상태라는 소식이 전해졌다.[4][5][6] 앳웰은 기꺼이 이 역할을 맡을 의사가 있음을 나타냈다.[7][8][9] 2014년 1월, ABC 엔터테이먼트 그룹 회장 폴 리가 리퍼의 프로듀서 Michele Fazekas와 Tara Butters가 제작을 맡을 것이며, Christopher Markus와 Stephen McFeely가 파일럿 에피소드의 각본을 쓸것임을 알렸다.[10] 2014년 5월 8일, 마블사는 ABC가 제작하는 에이전트 카터의 제작을 승인하였다.[11]

### 영화

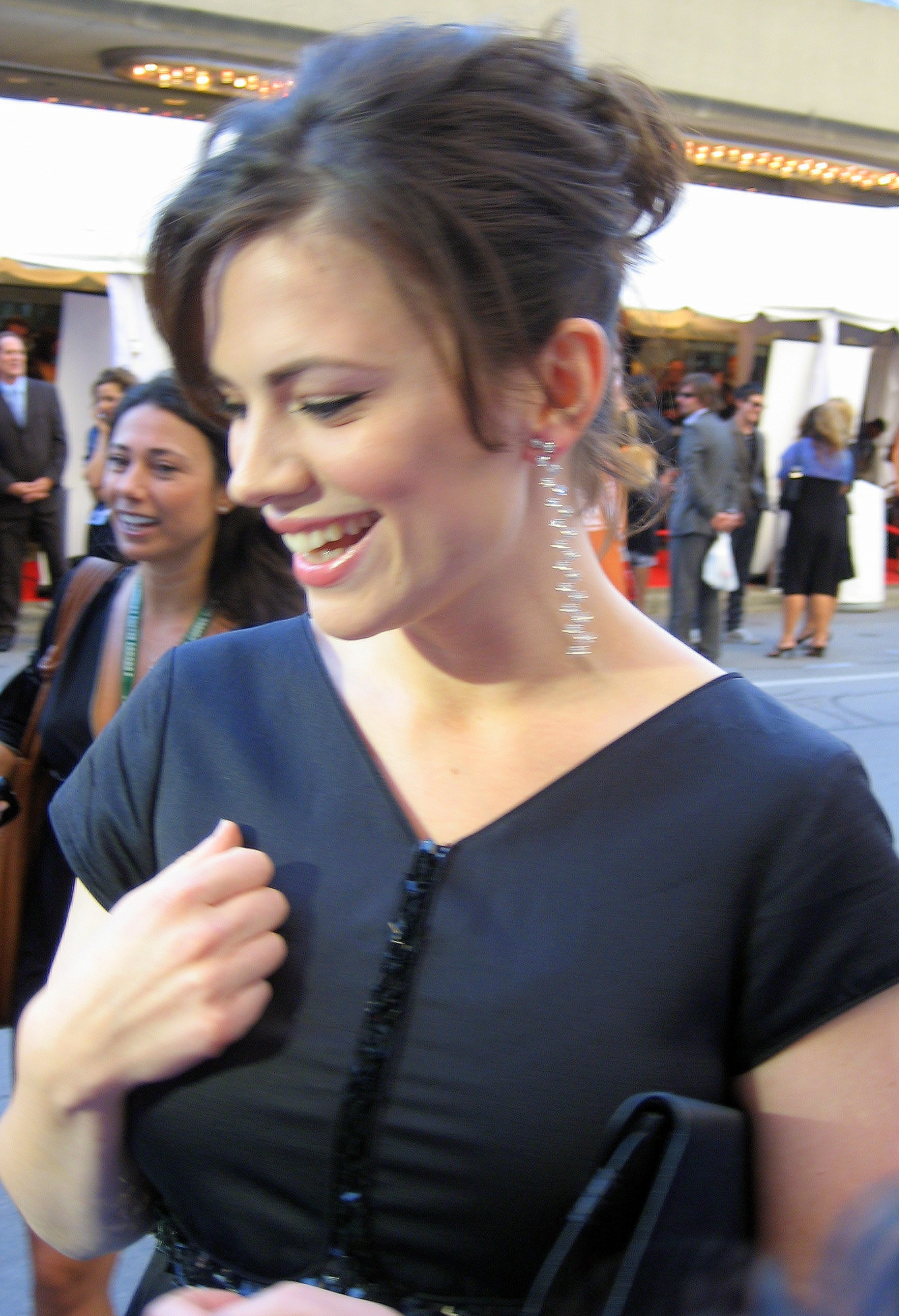
헤일리 앳웰

- 2011년 영화 퍼스트 어벤저에서 등장하며, 헤일리 앳웰이 연기하였다.[12] AP 통신의 크리스티 르미르가 말하길, "앳웰의 우아한 모습은 영화에서 그녀를 좋은 모습으로 보여주지만, 그녀의 캐릭터는 당신이 상상했던 모습보다 '고난에 빠진 아가씨'나 캡틴 아메리카가 그녀를 구하길 기다리는 모습이 아니며, 그와 동등하게 싸울 수 있도록 훈련 받은 모습으로 개발되었다."[13] 로저 이버트는 영화에서 그녀의 모습을 보고 "가득한 빨간 입술"이라고 묘사하며 "그 당시의 고전적인 군대 핀업"이라고 느꼈다.[14]

- 앳웰은 아이언맨 3 블루레이 디스크에 소장된 마블 단편 영화 마블 원 샷츠 에이전트 카터에 카터 역으로 재출연하였다. 영화에서는 퍼스트 어벤저 사건이후 1년뒤의 상황이며, 비밀스러운 조직인 조디악을 조사하는 전략적 과학 보호기구(Strategic Scientific Reserve, SSR)의 일원으로 등장하며,[15] 당시의 성 차별을 당하고 있다.[16]

- 앳웰은 2014년 영화 캡틴 아메리카: 윈터 솔져에서 현대를 배경으로 한 카터 역으로 재출연했으며,[15][17] 스티브 로저스는 양로원에 있는 늙어버린 카터를 방문한다.

- 앳웰은 2015년 영화 어벤져스: 에이지 오브 울트론에서 1940년대의 회상신에 다시 등장한다.[18]

### 비디오 게임
페기 카터는 비디오 게임 캡틴 아메리카: 슈퍼 솔저에 출연하며, 헤일리 앳웰이 성우를 맡았다.